# 麥克拉倫鎮區 (阿肯色州康韋縣)
麥克拉倫鎮區（英語：McLaren Township）是位於美國阿肯色州康韋縣的一個行政鎮區。

## 地方資料
麥克拉倫鎮區的面積為36.29平方千米，當中陸地面積為35.63平方千米，而水域面積為0.66平方千米。根據2010年美國人口普查的數據，當地共有人口225人，而人口密度為每平方千米6.2人。